# Jardín Etnobotánico de Eyne
El Jardín Etnobotánico de Eyne (en francés : Jardin ethnobotanique d'Eyne, también llamado Jardin de la Vallée), es un jardín botánico, especializado en la Etnobotánica de las plantas de los Pirineos Orientales, que se encuentra en Eyne, Francia.

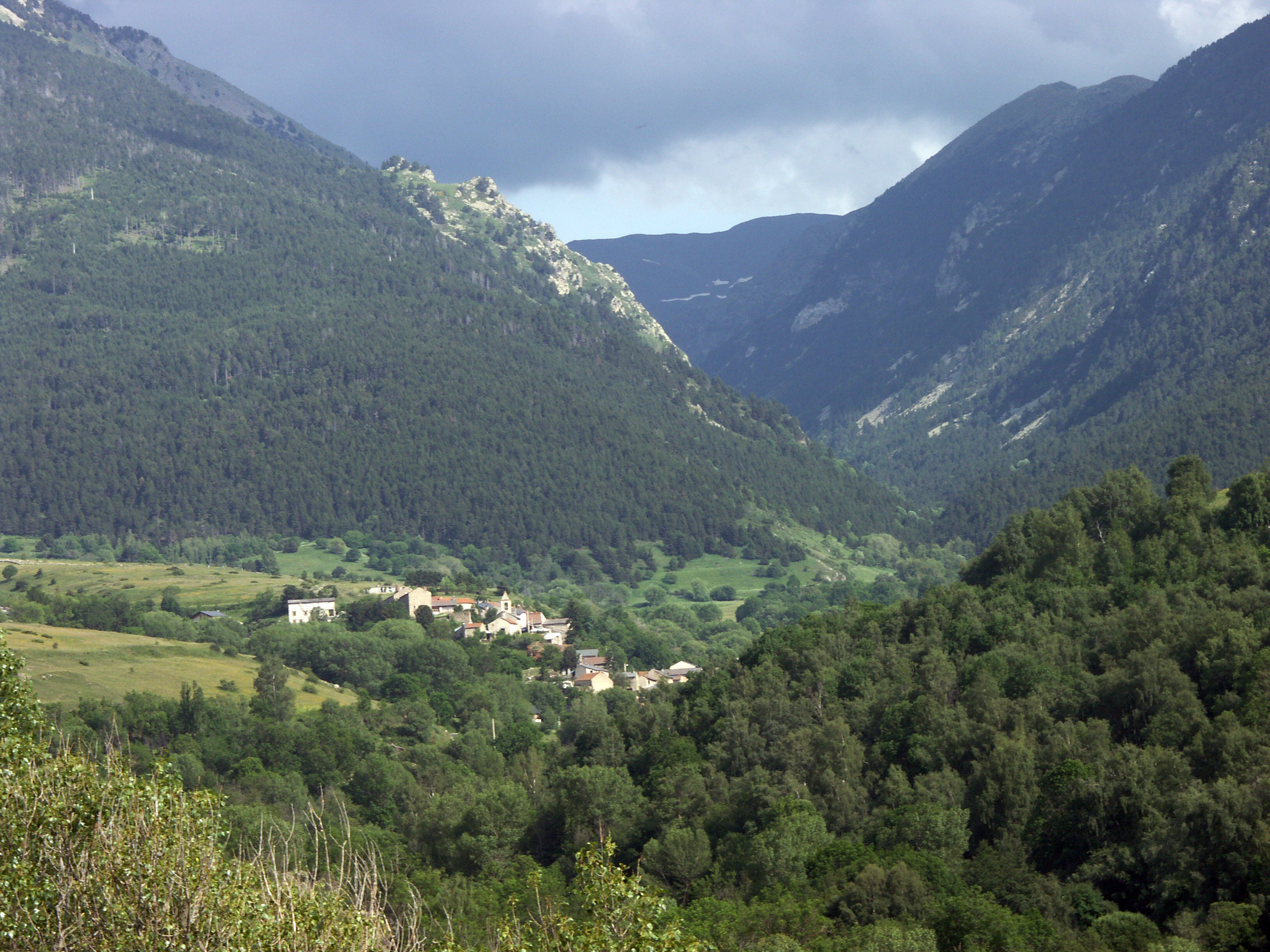
Vista de Eyne.

## Localización
Se ubica en la "Maison de la Vallée", avinguda de Cerdanya, Eyne, Pyrénées-Orientales, Languedoc-Roussillon, France-Francia. 
Planos y vistas satelitales, 42°28′29″N 2°4′59″E / 42.47472, 2.08306
Está abierto a diario todo el año al público en general y se cobra una tarifa de entrada. 

## Historia
El jardín botánico ha sido creado en los terrenos de una antigua granja en la que se cultivaban verduras.

## Colecciones
Actualmente contiene una colección representativa de plantas locales de Los Pirineos, incluyendo árboles, flores, y las plantas útiles, dispuestas en agrupaciones según la altitud típica en la cual las plantas crecen.